# Plaza Kossuth

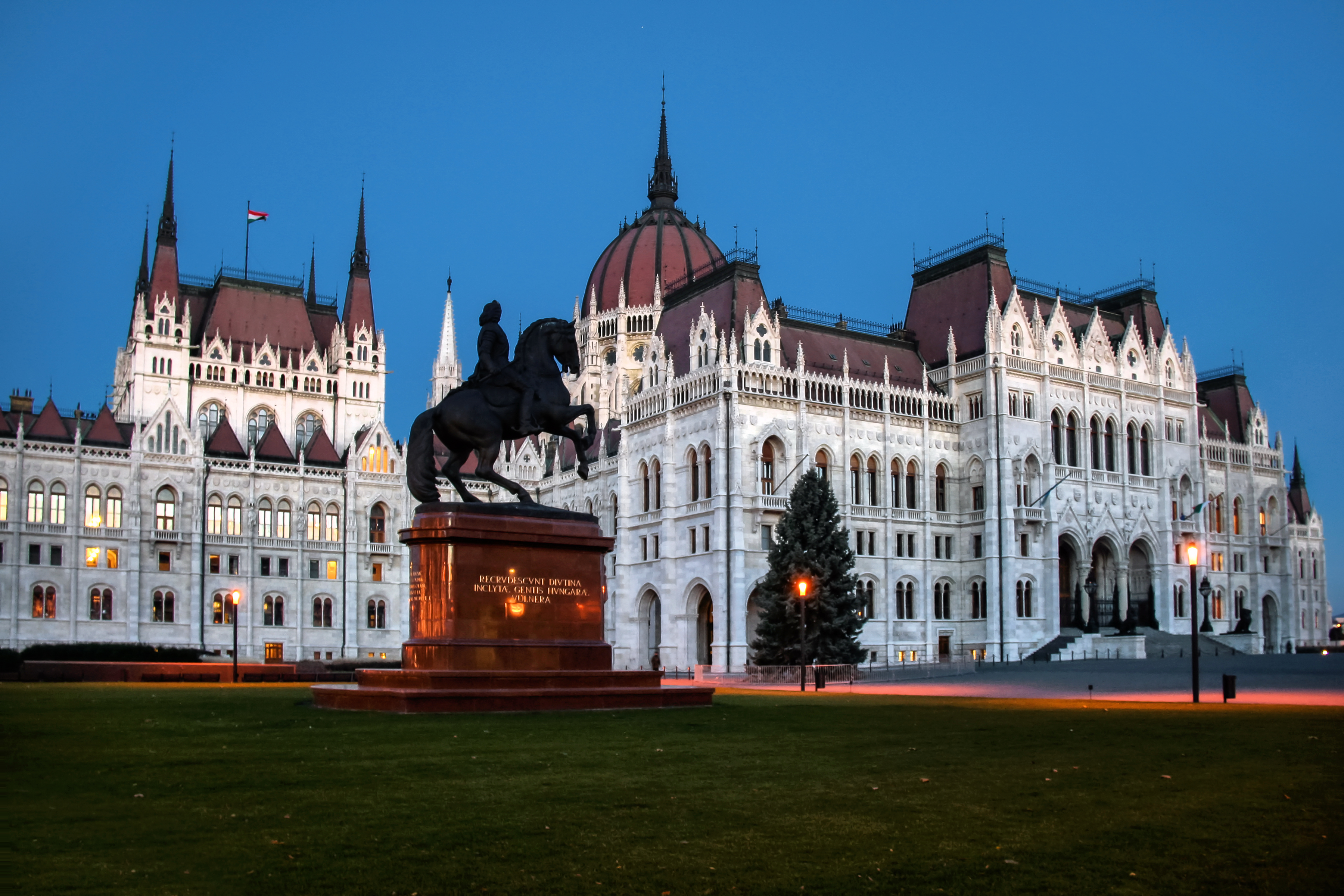
El Parlamento de Hungría en 2016.

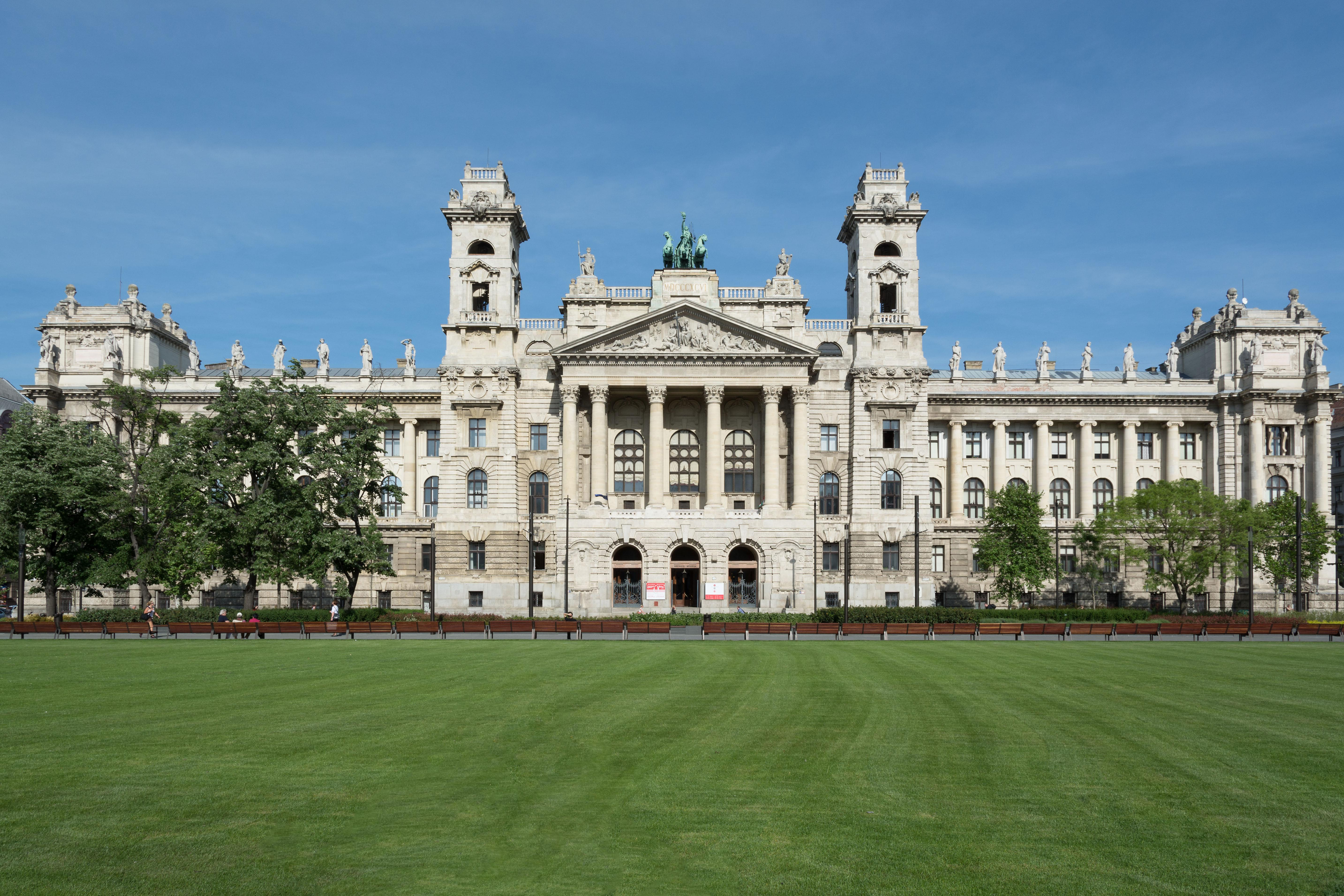
El Museo Etnográfico.

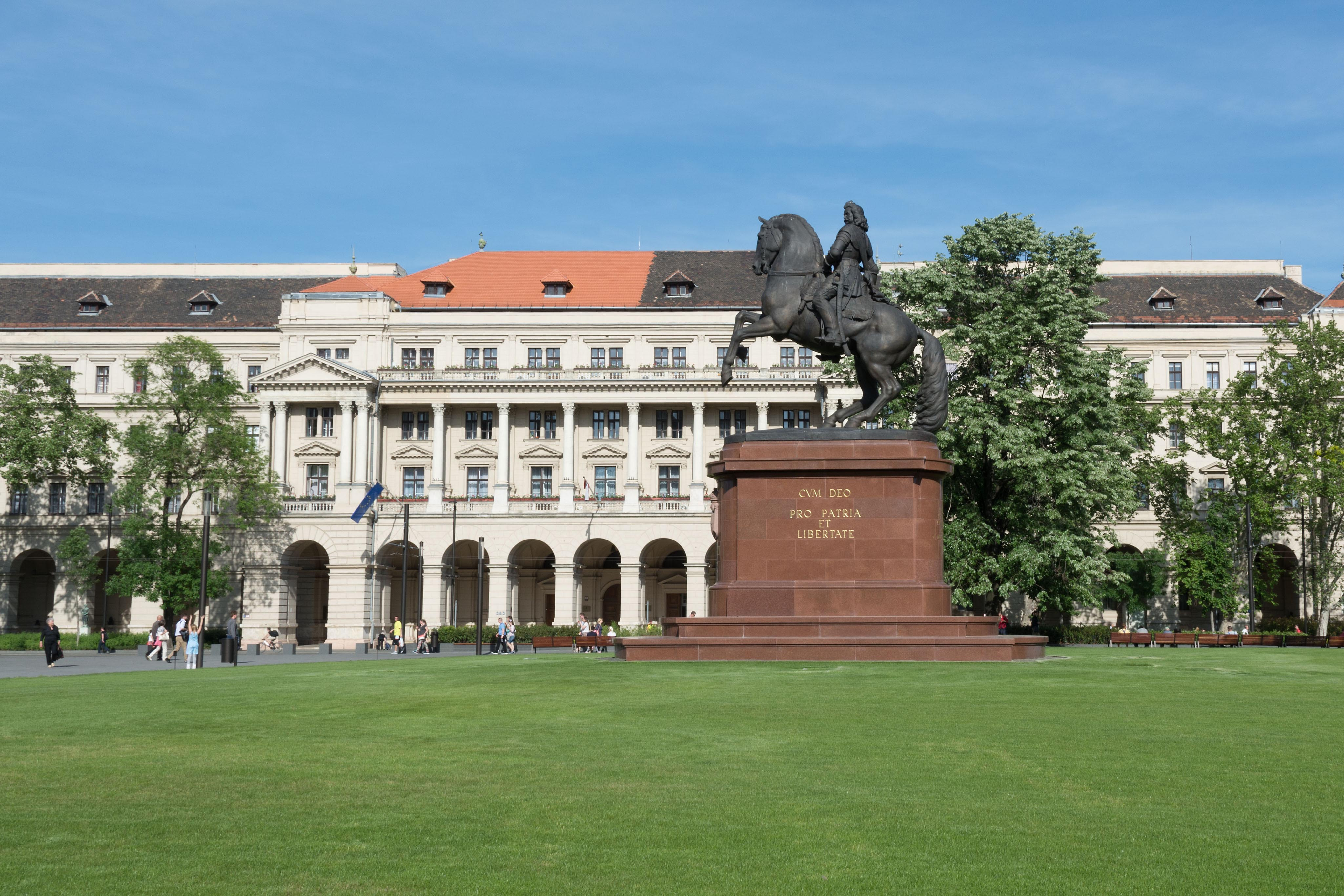
El Ministerio de Agricultura.

La plaza Kossuth Lajos (en húngaro: Kossuth Lajos tér), más conocida simplemente como plaza Kossuth (en húngaro: Kossuth tér), es una plaza situada en el barrio de Lipótváros de Budapest (Hungría), junto a la orilla del Danubio. Su edificio más notable es el Parlamento de Hungría (en húngaro: Országház). Hay una estación de la línea M2 (este-oeste) del Metro de Budapest bajo la plaza, así como una parada del tranvía escénico n.º 2.

## Nombre e historia
La plaza, dedicada en 1927 a Lajos Kossuth, había sido conocida previamente por varios nombres diferentes, incluidos «plaza del Parlamento» (en húngaro: Országház tér) desde 1898 hasta 1927, y «plaza del Vertedero» (en húngaro: Tömő tér; en alemán: Stadt Schopper Platz) desde 1853 hasta 1898. Este nombre se debe a que el territorio de baja altitud que flanqueaba el río, entonces fuera de la ciudad de Pest, se llenó con escombros para elevar el nivel del terreno. El primer nombre registrado fue Stadtischer Auswind Platz (literalmente, «plaza de descarga para los barcos»), en 1820.
En la segunda mitad del siglo xix, se erigieron en la plaza grandiosos edificios públicos y esta se convirtió en el centro simbólico del Estado húngaro. El Parlamento de Hungría se encuentra en la plaza. Frente al Parlamento está el Museo Etnográfico (originalmente el Palacio de Justicia) y el Ministerio de Agricultura.
Después de la Segunda Guerra Mundial, se construyó un puente temporal sobre el Danubio, llamado Kossuth híd, entre la plaza Kossuth y la plaza Batthyány, que funcionó desde 1946 hasta 1960. Fue desmantelado una vez que se habían reconstruido la mayoría de los puentes permanentes y es recordado con piedras memoriales en los lados de Pest y de Buda. En el lugar que ocupaba se construyó un puente de barcas en 1973 y en 2003, durante unos pocos días en torno a festividades nacionales.
A partir del 17 de septiembre de 2006 la plaza Kossuth fue el escenario de las protestas contra el Gobierno del primer ministro Ferenc Gyurcsány, desencadenadas por la filtración de una grabación de Gyurcsány en la que confesaba que había mentido para ganar las elecciones de 2006. Hasta el 23 de octubre la plaza estuvo ocupada ininterrumpidamente por los manifestantes. Después de los disturbios del 23 de octubre la policía acordonó la plaza. La larga clausura de la plaza causó controversia, ya que los cordones no fueron retirados hasta el 19 de marzo de 2007. El parque, dañado en las protestas, fue restaurado posteriormente y la plaza se devolvió al público.
La plaza fue cerrada de nuevo en 2012 por decisión del Parlamento para restaurar su diseño original previo a 1944. Fue reinaugurada en 2014 como una zona libre de tráfico con un parque sostenible, nuevas pistas para el tranvía n.º 2, un aparcamiento subterráneo, esculturas y un memorial a las víctimas de la masacre de la plaza Kossuth del 25 de octubre de 1956.

## Monumentos

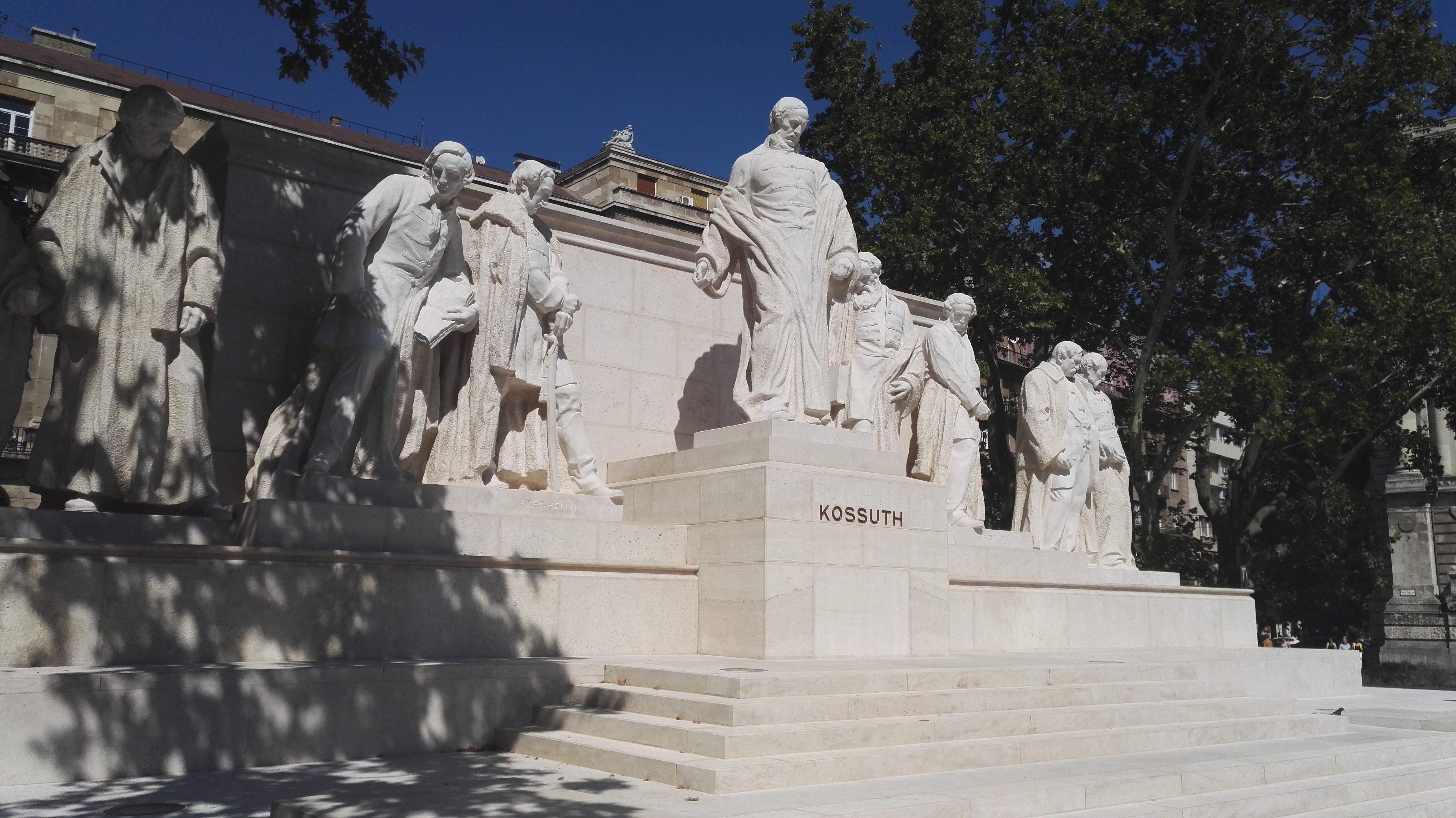
El monumento a Kossuth.

Frente al Parlamento están el monumento a Kossuth y una estatua ecuestre de Francisco Rákóczi II, así como un monumento a la Revolución húngara de 1956. Cerca, al sur del Parlamento, hay una moderna estatua de Attila József sentado en la orilla del río (en realidad, está sentado en un montículo a cierta distancia del agua), según lo descrito en su poema Junto al Danubio. Hay monumentos reconstruidos al conde Esteban Tisza y al conde Gyula Andrássy a ambos lados del Parlamento. El 28 de diciembre de 2018, la estatua de Imre Nagy, inaugurada en 1996, fue retirada de la plaza y trasladada a la plaza Jászai Mari, para permitir la reconstrucción del Monumento a los Mártires Nacionales que se había encontrado en ese lugar desde 1934 hasta 1945.
Como parte de la reconstrucción de la plaza llevada a cabo entre 2012 y 2014, se instaló un memorial a las víctimas de la masacre del 25 de octubre de 1956 en la plaza Kossuth junto al túnel de ventilación sur. El memorial recuerda a las víctimas desarmadas que se reunieron en la plaza en este «Jueves Sangriento» como parte de la Revolución húngara de 1956 con vídeos, fotos, velas y recuerdos de la época. Poca información se sabe a ciencia cierta sobre esta masacre, desde quién disparó el primer tiro y por qué hasta cómo los manifestantes fueron llevados a reunirse en ese lugar ese día o el número de muertos con el que se saldó el evento. Las distintas fuentes ofrecen cifras que van desde las veintidós hasta las mil personas. Las autoridades británicas afirmaron que su número estaba entre trescientos y ochocientos. El memorial también solicita a todos los que tengan información sobre la masacre que se la comuniquen a las autoridades para ayudar a completar la historia.